# Hallsta (gmina Ånge)
Hallsta – miejscowość (småort) w Szwecji w gminie Ånge w regionie Västernorrland. Około 87 mieszkańców.